# Jorge Bermúdez
Jorge Bermúdez   (Armenia, 18 de juny de 1971) és un exfutbolista colombià de la dècada de 1990.
Fou 56 cops internacional amb la selecció de Colòmbia.
Pel que fa a clubs, defensà els colors de Deportes Quindío, América de Cali, Deportivo Quevedo, Deportivo Pereira i Independiente Santa Fe a Colòmbia. També jugà a Benfica (Portugal), Boca Juniors (Argentina), Olympiakos FC (Grècia), Newell's Old Boys (Argentina) i Barcelona SC (Equador).
Trajectòria com a entrenador:
- 2007-2008: Depor Jamundí
- 2008: Deportivo Pasto
- 2010: América de Cali
- 2010: Defensa y Justicia
- 2017: Atlético Huila